# پنیافلر د هرنیخا
پنیافلر د هرنیخا (به اسپانیایی: Peñaflor de Hornija) یک شهرستان در اسپانیا است که در استان وایادولید واقع شده‌است.